# Przyszowa
Przyszowa is een plaats in het Poolse woiwodschap Klein-Polen, in het district Limanowa. De plaats maakt deel uit van de gemeente Łukowica en ligt op 61 kilometer ten zuidoosten van Krakau.

## Etymologie
De plaatsnaam Przyszowa is afgeleid van het woord przychodzić (komen).

## Geschiedenis
Przyszowa is een van de oudste dorpen in het district Limanowa. De oudste documentaire verwijzing naar het dorp dateert uit 1326. Echter, de ruïnes van het middeleeuwse kasteel Przyszowa, boven op de Łyżka (heuvel) met uitzicht op het dorp, dateren uit de 11e eeuw.

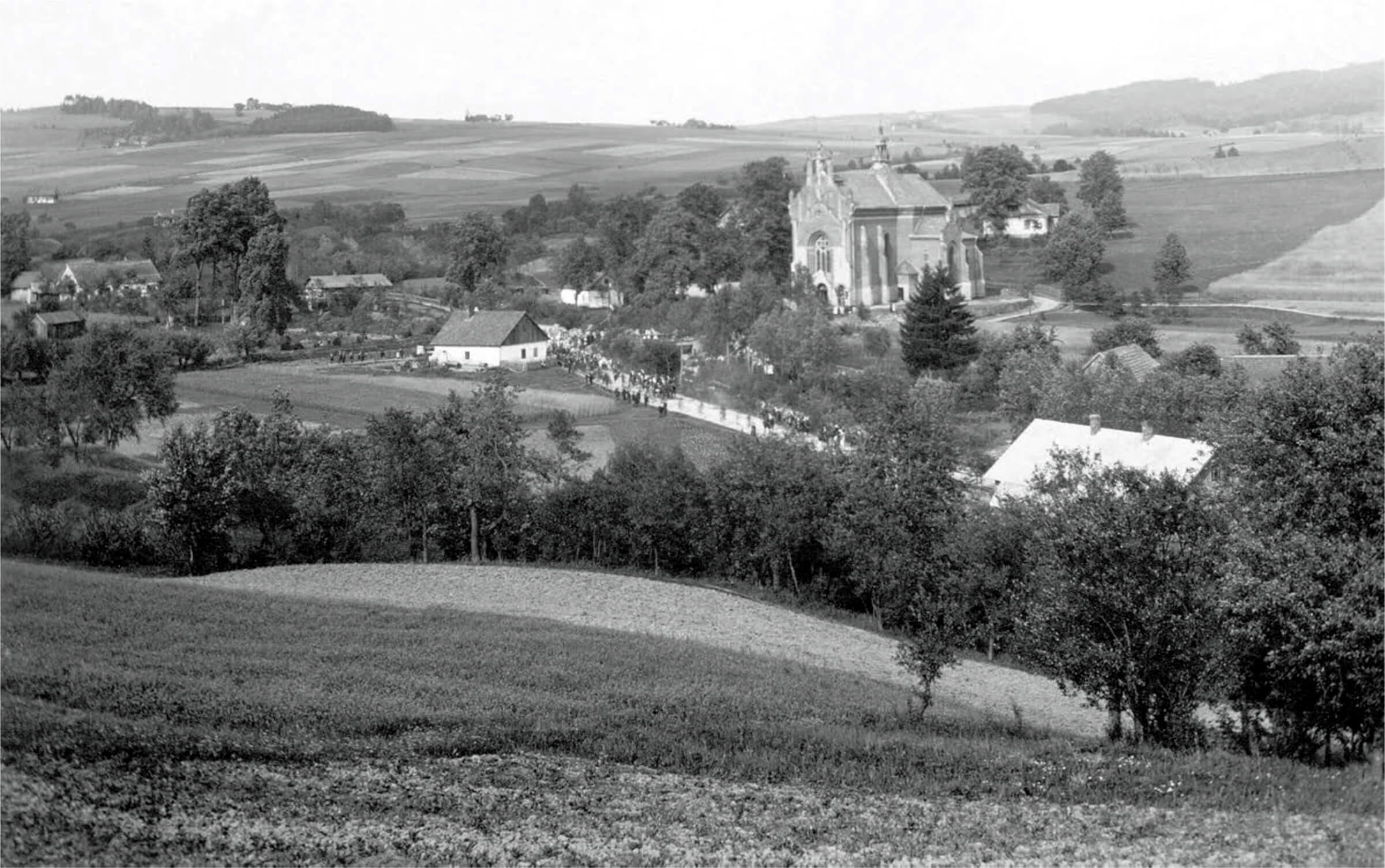
Przyszowa, 1930